# Neostreptognathodus
Genre
Neostreptognathodus est un genre éteint de conodontes du Permien.

## Espèces
- †Neostreptognathodus costatus Wang & Zhang, 2015
- †Neostreptognathodus pnevi
- †Neostreptognathodus exculptus
- †Neostreptognathodus sulcoplicatus (Youngquist, Hawley & Miller, 1951) Clark, 1972 - type

## Utilisation en stratigraphie
Au cours du Cisuralien, une période du Permien, diverses espèces de Neostreptognathodus apparaissent.
Le sommet de l'Artinskien (qui est aussi la base du Kungurien) est défini comme la place dans les enregistrements stratigraphiques où les fossiles de Neostreptognathodus pnevi et de Neostreptognathodus exculptus font leur apparition.
Le Kungurien contient trois biozones à conodontes:
- la zone de Neostreptognathodus sulcoplicatus
- la zone de Neostreptognathodus prayi
- la zone de Neostreptognathodus pnevi